# أنطون ميتروشكين
انطون ميتروشكين (الروسية: Митрюшкин, Антон Владимирович) (8 فبراير 1996 بكراسنويارسك في روسيا - ) هو لاعب كرة قدم روسي في مركز حراسة المرمى. شارك مع منتخب روسيا تحت 16 سنة لكرة القدم ‏ ومنتخب روسيا تحت 17 سنة لكرة القدم ومنتخب روسيا تحت 19 سنة لكرة القدم ومنتخب روسيا تحت 21 سنة لكرة القدم. أما مع النوادي، فقد لعب مع سبارتاك موسكو ونادي سيون ونادي سبارتاك موسكو 2 لكرة القدم.

## وصلات خارجية
- أنطون ميتروشكين على موقع قاعدة بيانات كرة القدم.إي يو (الإنجليزية)
- أنطون ميتروشكين على موقع Soccerway.com (الإنجليزية)
- أنطون ميتروشكين على موقع عالم كرة القدم.نت (الإنجليزية)